# Chiesa dell'Immacolata Concezione (Brennero)
La chiesa dell'Immacolata Concezione (in tedesco Maria Unbefleckte Empfängnis Kirche) è la parrocchiale di Colle Isarco (Gossensaß), frazione di Brennero (Brenner), in provincia autonoma di Bolzano. Appartiene al decanato di Vipiteno della diocesi di Bolzano-Bressanone e risale al XVIII secolo.

## Storia

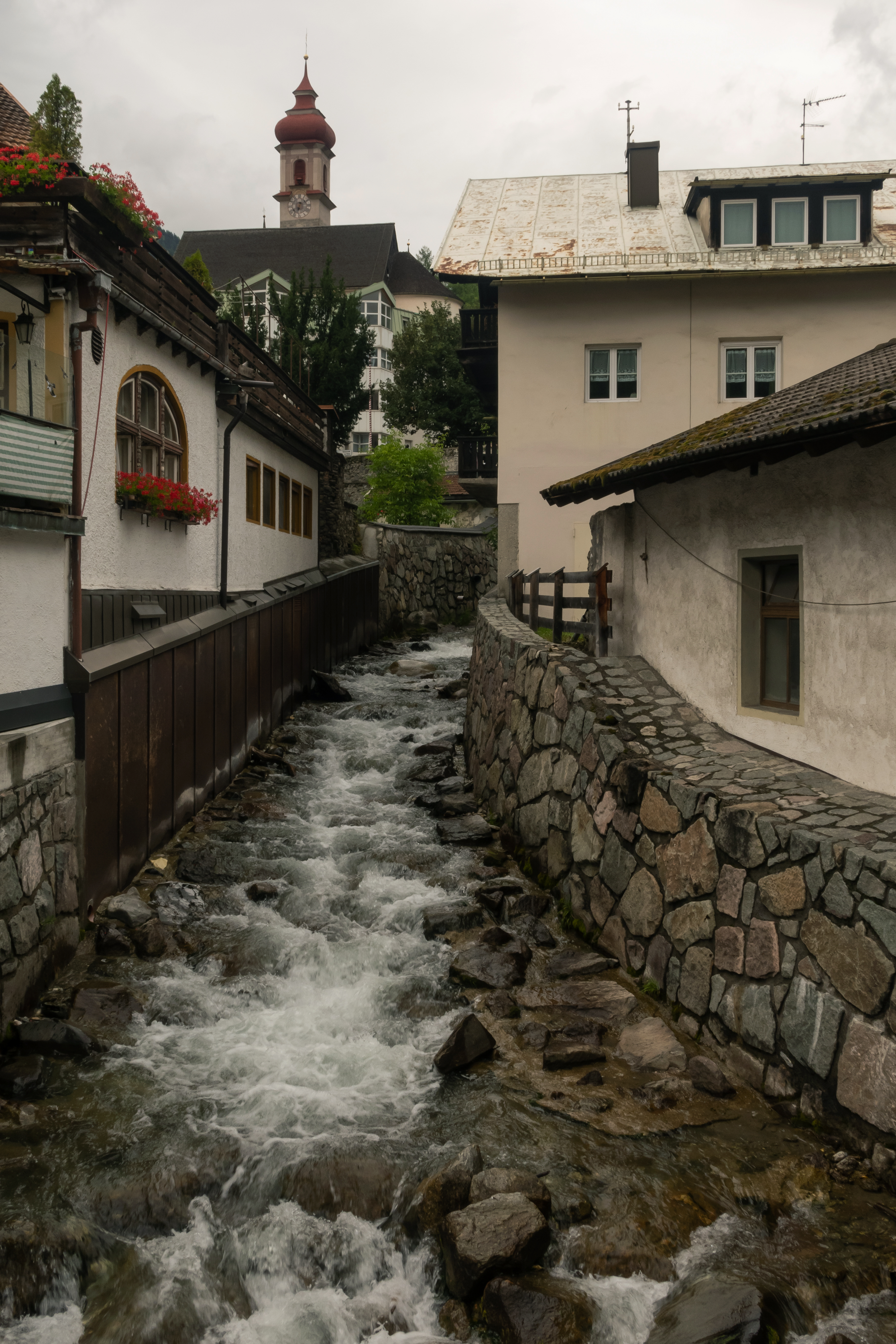
Isarco che scorre tra le case di Colle Isarco e sullo sfondo la chiesa parrocchiale dell'Immacolata Concezione.

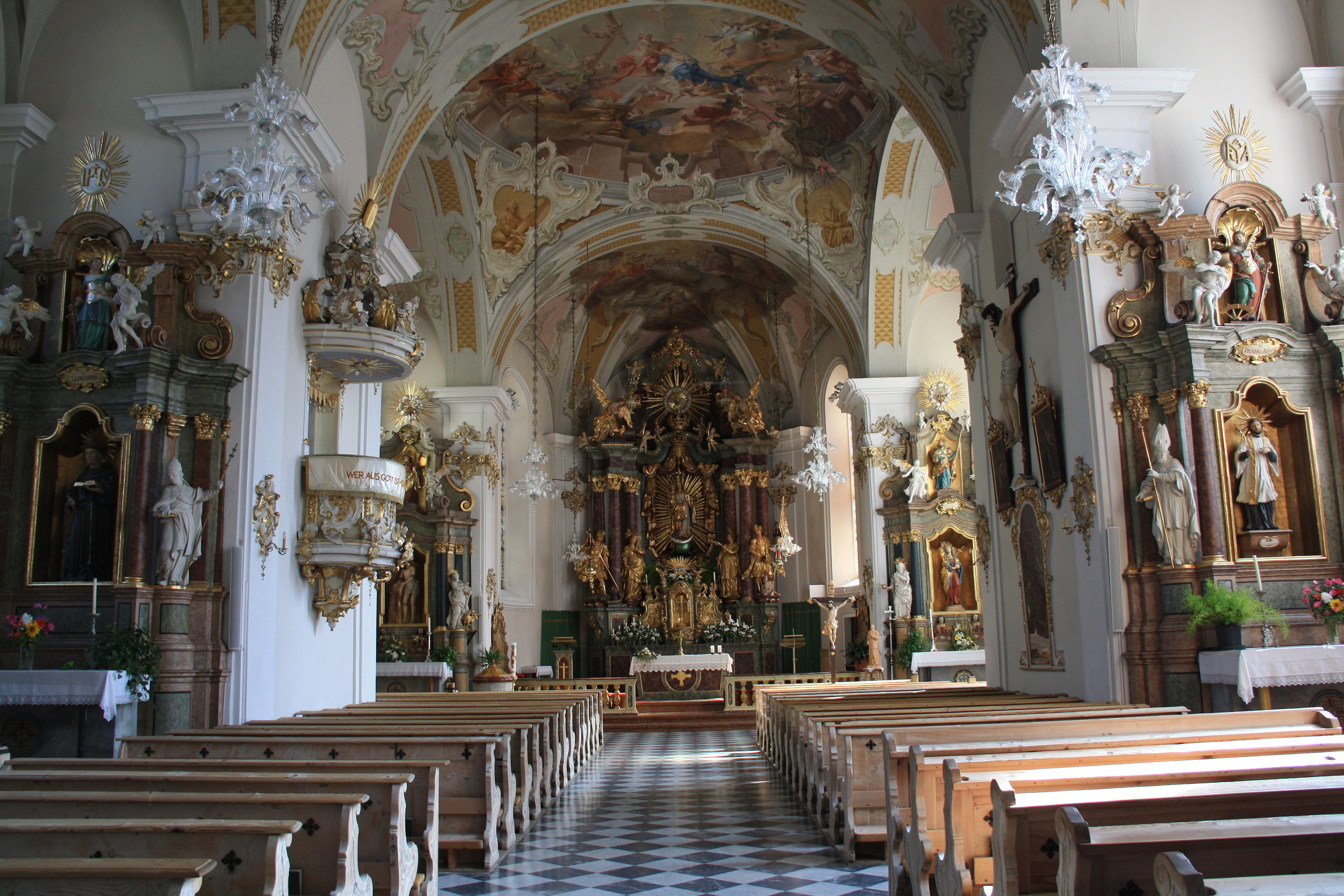
Interno della navata.

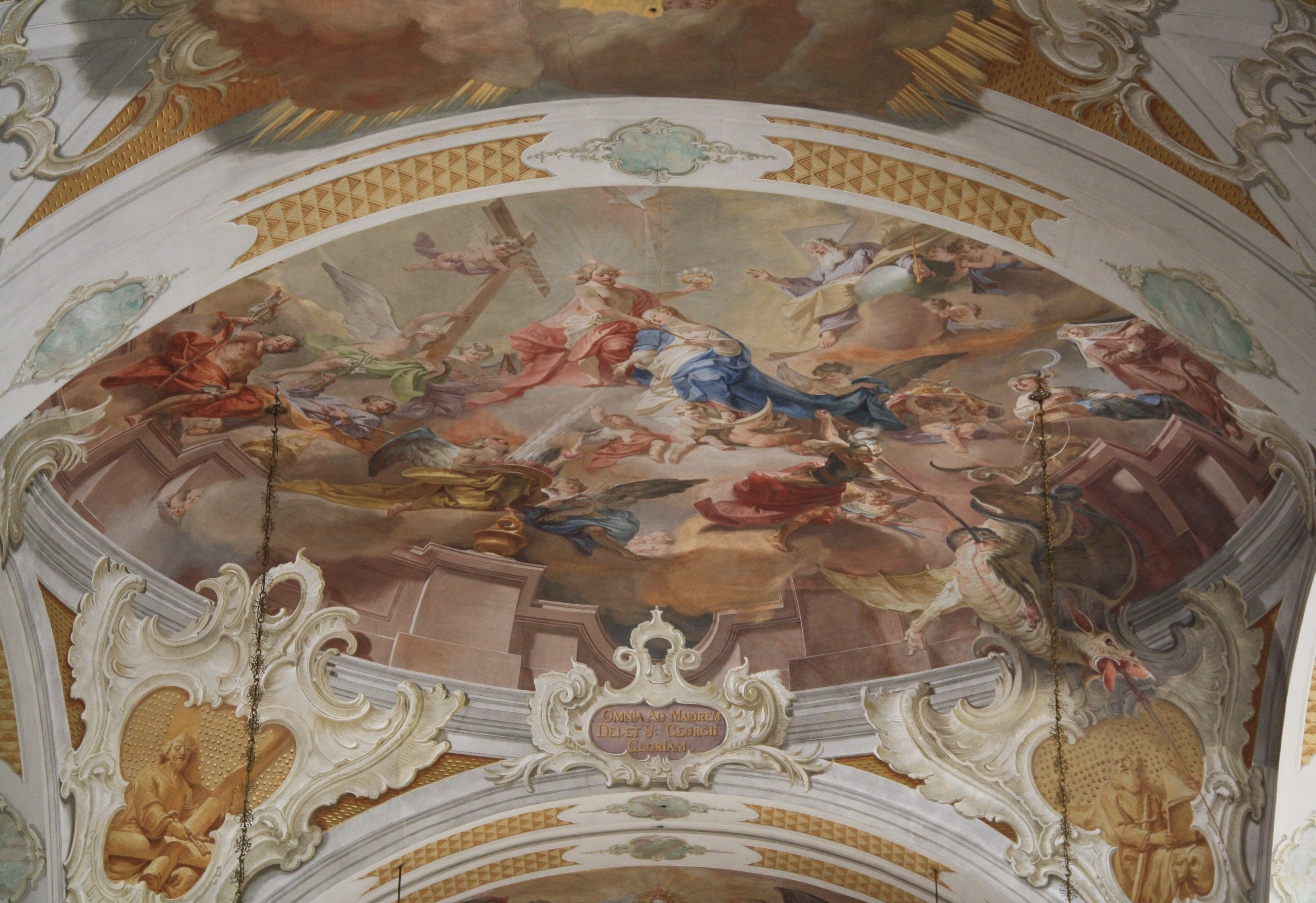
Affresco sulla volta della seconda campata che raffigura lIncoronazione di Maria

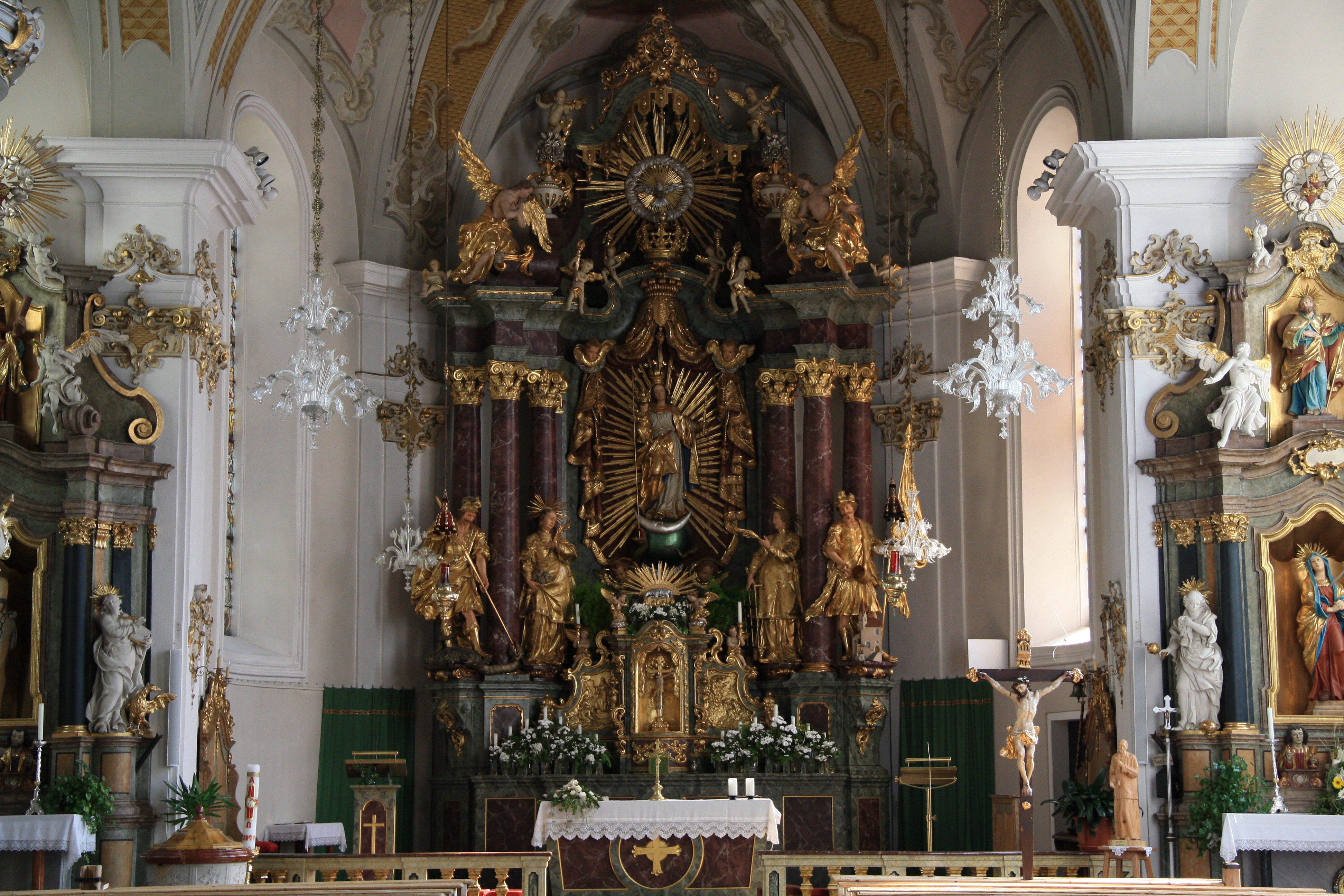
Altare maggiore.

L'edificazione del principale luogo di culto con dedicazione all'Immacolata risale al XVIII secolo e la sua solenne consacrazione venne celebrata nel 1754. Per la sua costruzione venne scelto il sito dove già era presente, in precedenza, la chiesa originaria in stile gotico della quale si conserva solo la torre campanaria.

## Descrizione

### Esterno
La chiesa si raggiunge attraverso una gradinata che porta anche al cimitero della comunità, accanto all'edificio. Il prospetto principale si presenta con una parte avanzata, con aspetto a capanna che si apre con un portale con arco a tutto sesto affiancato da due finestrelle rettangolari con inferriate. Nella parte mediana vi sono tre nicchie con statue e nella parte alta un oculo strombato. Il corpo principale della struttura ha maggiore dimensione ma conserva le proporzioni della parte anteriore. La torre campanaria si alza sulla sinistra, in posizione leggermente arretrata ed è la parte più antica ed originale della chiesa, che conserva il suo aspetto gotico con copertura a cipolla ottagonale e lanterna superiore.

### Interno
La navata interna è unica e molto luminosa grazie alle grandi vetrate policrome.
La copertura della volta è arricchita dagli affreschi di Matthäus Günther. Nella prima campata si ammira la Cacciata dei mercanti dal Tempio, nella seconda Incoronazione di Maria e infine, sopra il coro, Adorazione del Santissimo. Tali opere vennero restaurate negli anni sessanta del XX secolo. Dal punto di vista artistico è particolarmente interessante l'altare maggiore, molto elaborato.